# Megadendromus nikolausi
Megadendromus nikolausi är ett däggdjur i underfamiljen trädmöss bland råttartade gnagare. Den lever i Etiopien och är den enda arten i sitt släkte.

## Beskrivning
Djuret når en kroppslängd (huvud och bål) vid 12 cm, en svanslängd vid 10 cm och en vikt mellan 50 och 65 gram. Pälsen är på ovansidan brun och på undersidan ljusbrun till grå. På ryggens mitt finns en längsgående svart strimma. Pälsen kring ögonen är mörkare än vid andra ställen i ansiktet. Den ljusgråa svansen har en smal svart linje på toppen.
Denna gnagare lever i Etiopiens högland som ligger cirka 3 300 meter över havet. Regionen är täckt med gräs och buskar. Dessutom är trädljung (Erica arborea) en dominerande växt.
Djuret hittades bara nattetid. Trots tillhörigheten till underfamiljen trädmöss antas gnagaren vara marklevande. Annars är ingenting känt om levnadssättet.
Megadendromus nikolausi är sällsynt och listas av IUCN som sårbar (VU).